# Black Moon (álbum de Emerson, Lake & Palmer)
Black Moon es el octavo álbum de estudio editado por la banda británica de rock progresivo Emerson, Lake & Palmer, en junio de 1992.
El álbum representó el primer disco de estudio de la banda en 14 años, tras el lanzamiento de Love Beach, de 1978.

## Lista de canciones
1. "Black Moon" (Keith Emerson, Greg Lake, Carl Palmer) – 6:56
2. "Paper Blood" (Emerson, Lake, Palmer) – 4:26
3. "Affairs of the Heart" (Geoff Downes, Lake) – 3:46
4. "Romeo and Juliet" (Serguéi Prokófiev) – 3:40
5. "Farewell to Arms" (Emerson, Lake) – 5:08
6. "Changing States" (Emerson) – 6:01
7. "Burning Bridges" (Mark Mancina) – 4:41
8. "Close to Home" (Emerson) – 4:27
9. "Better Days" (Emerson, Lake) – 5:33
10. "Footprints in the Snow" (Lake) – 3:50

## Músicos
- Keith Emerson - teclados
- Greg Lake - bajo, guitarra eléctrica y acústica, armónica, voz
- Carl Palmer - batería, percusión